# Isarnus von Fontiano
Isarnus von Fontiano (auch Isarno von Fontiano; † 18. September 1310 in Avignon) war von 1300 bis 1302 Erzbischof von Riga, 1302 bis 1310 Erzbischof von Lund und 1310 Erzbischof von Salerno.

## Leben
Isarnus entstammte einem Rittergeschlecht aus Fontiès bei Carcassonne im Languedoc. Er war Domherr und Archipresbyter von Carcassonne und Prior des Augustinerchorherrenstifts Bonavent im Bistum Limoges. Als Kaplan des Papstes Bonifaz VIII. wurde er von diesem als Nuntius nach Dänemark entsandt. Dort sollte er die Streitigkeiten zwischen dem Erzbischof von Lund, Jens Grand, und dem dänischen König, Erich VI. Menved, schlichten.
Nach dem Tod des Rigaer Erzbischof Johannes von Schwerin im Jahre 1300 ernannte Papst Bonifaz VIII. Isarnus von Fontiano zu dessen Nachfolger. Die unmittelbare Ernennung unter Umgehung des Domkapitels wurde dadurch möglich, dass Johannes von Schwerin bei der Kurie in Rom verstarb, wohin er sich wegen der bürgerkriegsähnlichen Lage in Livland begeben hatte.
Erst im Frühjahr 1302 kam Isarnus von Fontiano an seinem neuen Bischofssitz Riga an. Zwar soll er versucht haben, die Zustände in Livland zu befrieden, über sein Wirken ist jedoch kaum etwas bekannt, da er sein Erzbistum bald wieder verließ. Wegen der anhaltenden Streitigkeiten in Dänemark verfügte der Papst, dass der Lunder Bischof Jens Grand und Isarnus von Fontiano ihre Erzbistümer tauschen sollten. Obwohl Jens Grand das geringer dotierte Riga ablehnte, begab sich Isarnus nach Lund, wo er bis 1310 wirkte. Möglicherweise aus gesundheitlichen Gründen wurde er am 12. Juni 1310 von Papst Clemens V. nach Salerno transferiert. Es ist nicht bekannt, ob er dort ankam; drei Monate später starb er in Avignon. Sein Bestattungsort ist nicht bekannt.